# Růžová
Růžová (deutsch Rosendorf) ist eine Gemeinde in Tschechien. Sie liegt neun Kilometer nordöstlich des Stadtzentrums von Děčín und gehört zum Okres Děčín.

## Geographie

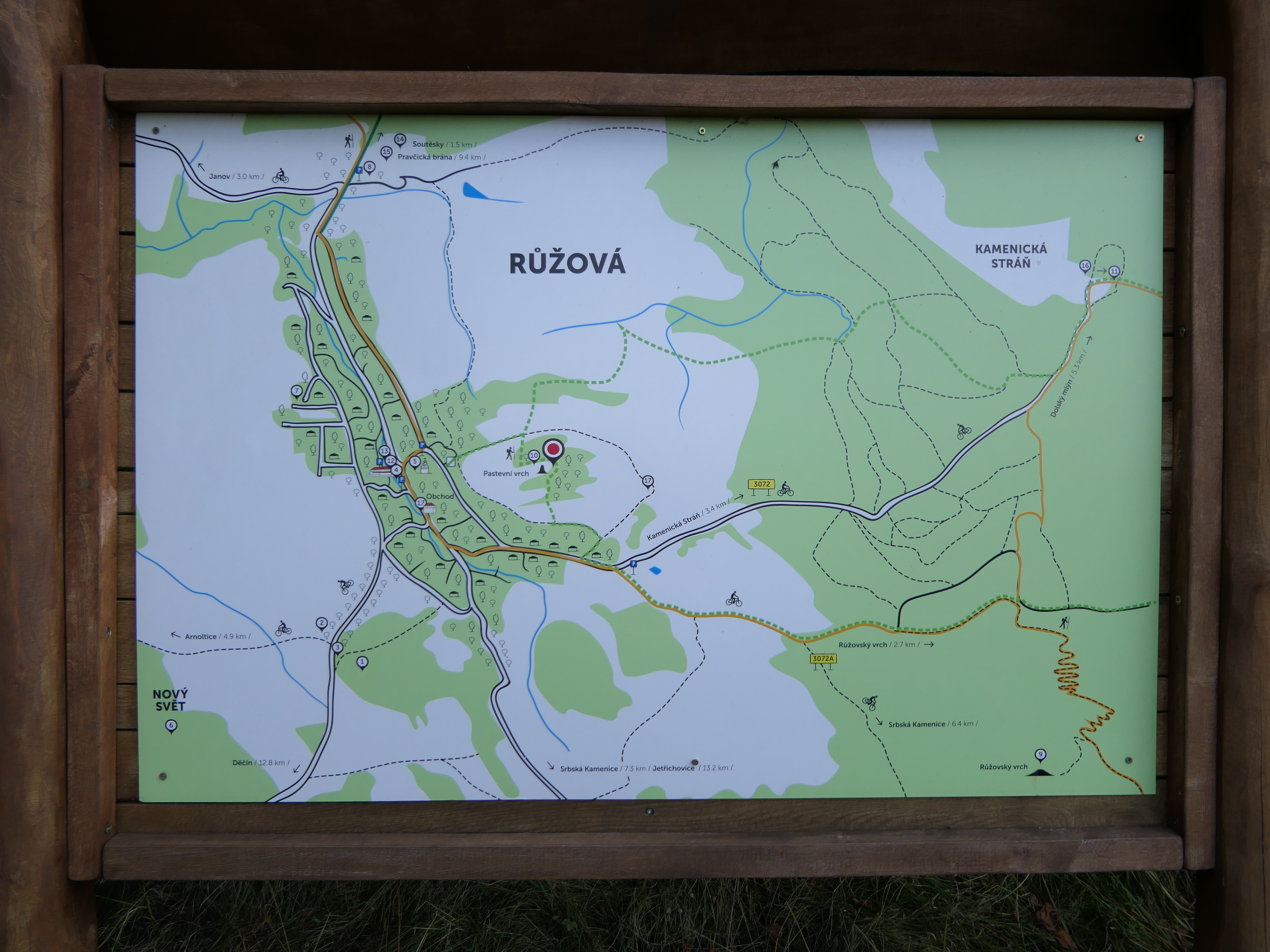
Orientierungskarte auf dem Hutberg

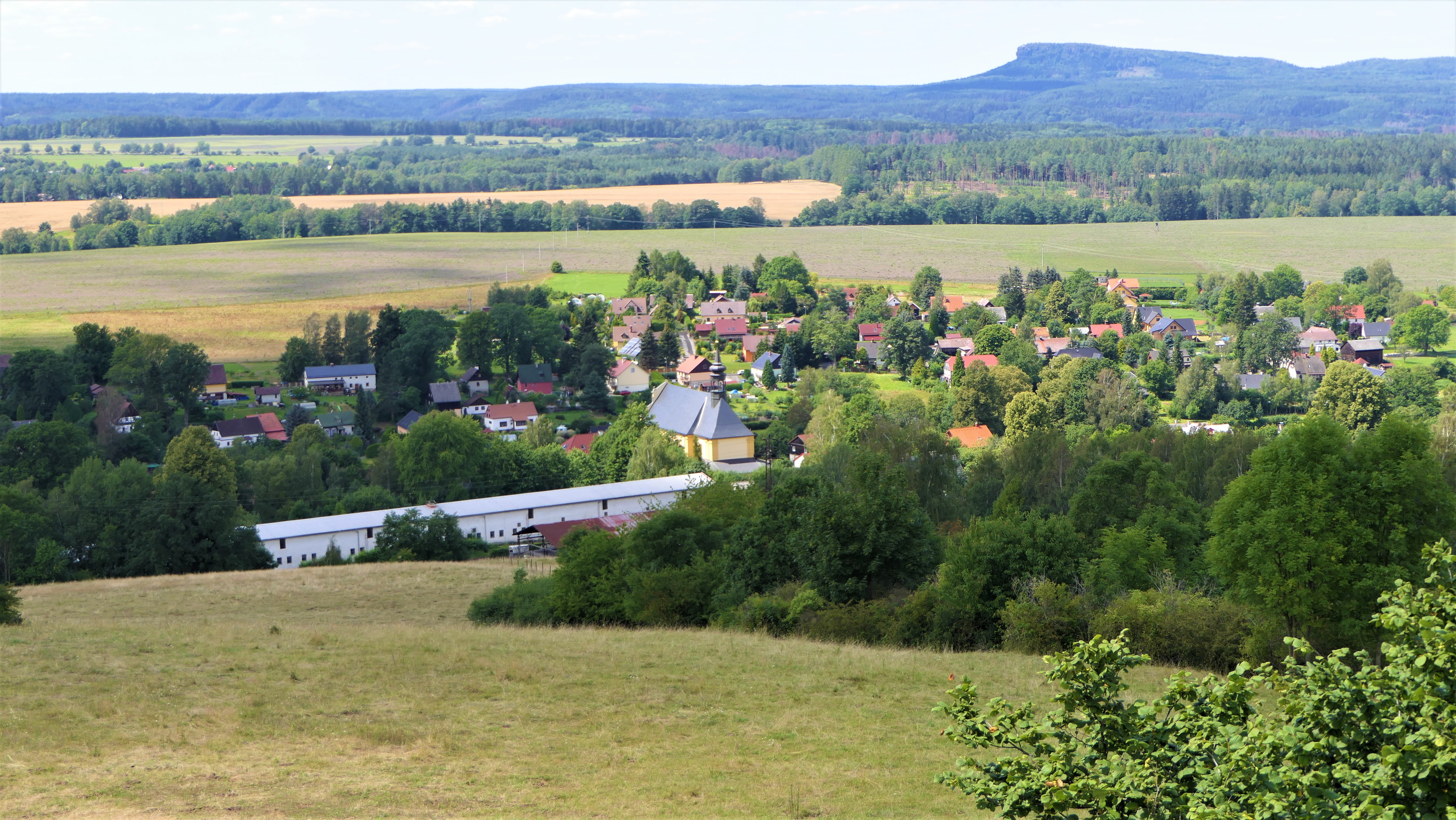
Blick auf Růžová vom Hutberg aus

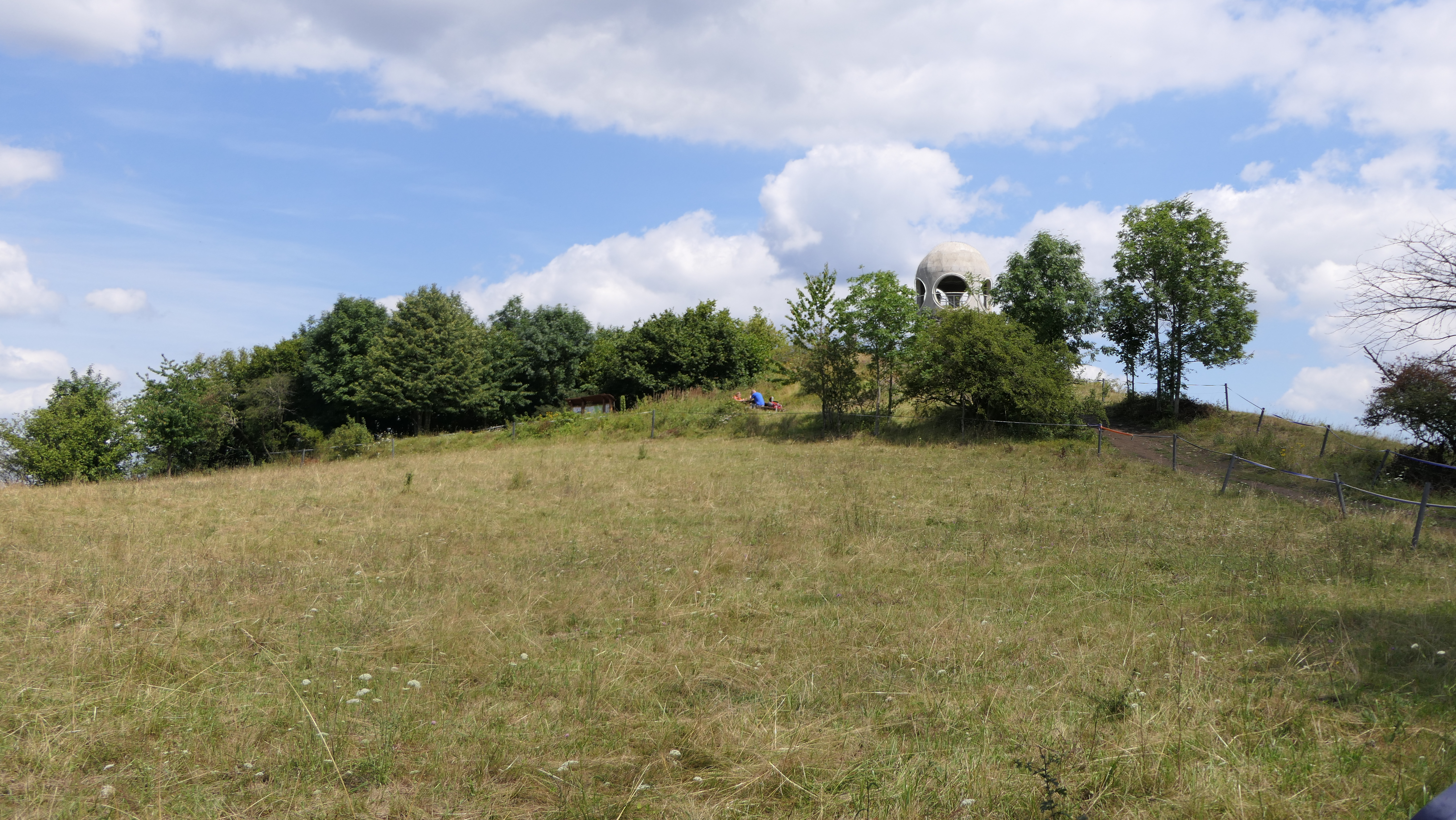
Pastevní vrch (Hutberg)

Růžová befindet sich im rechtselbischen Teil der Böhmischen Schweiz auf einer Hochebene, die auch als Zappenland bezeichnet wird, am Oberlauf des Olšový potok (Erlenbach). Nördlich liegt das Felsental der Kamenice mit der Edmundklamm und Wilden Klamm. Im Osten erhebt sich der Pastevní vrch (Hutberg, 402 m), südöstlich der Růžovský vrch (Rosenberg, 619 m), im Süden der Kovářův kopec (Gutsimsberg, 383 m) und Petřín (Petersberg, 379 m), südwestlich der Arnoltický vrch (Arnsberg, 424 m) sowie im Nordwesten der Janovský vrch (Clarsberg, 346 m).

### Gemeindegliederung

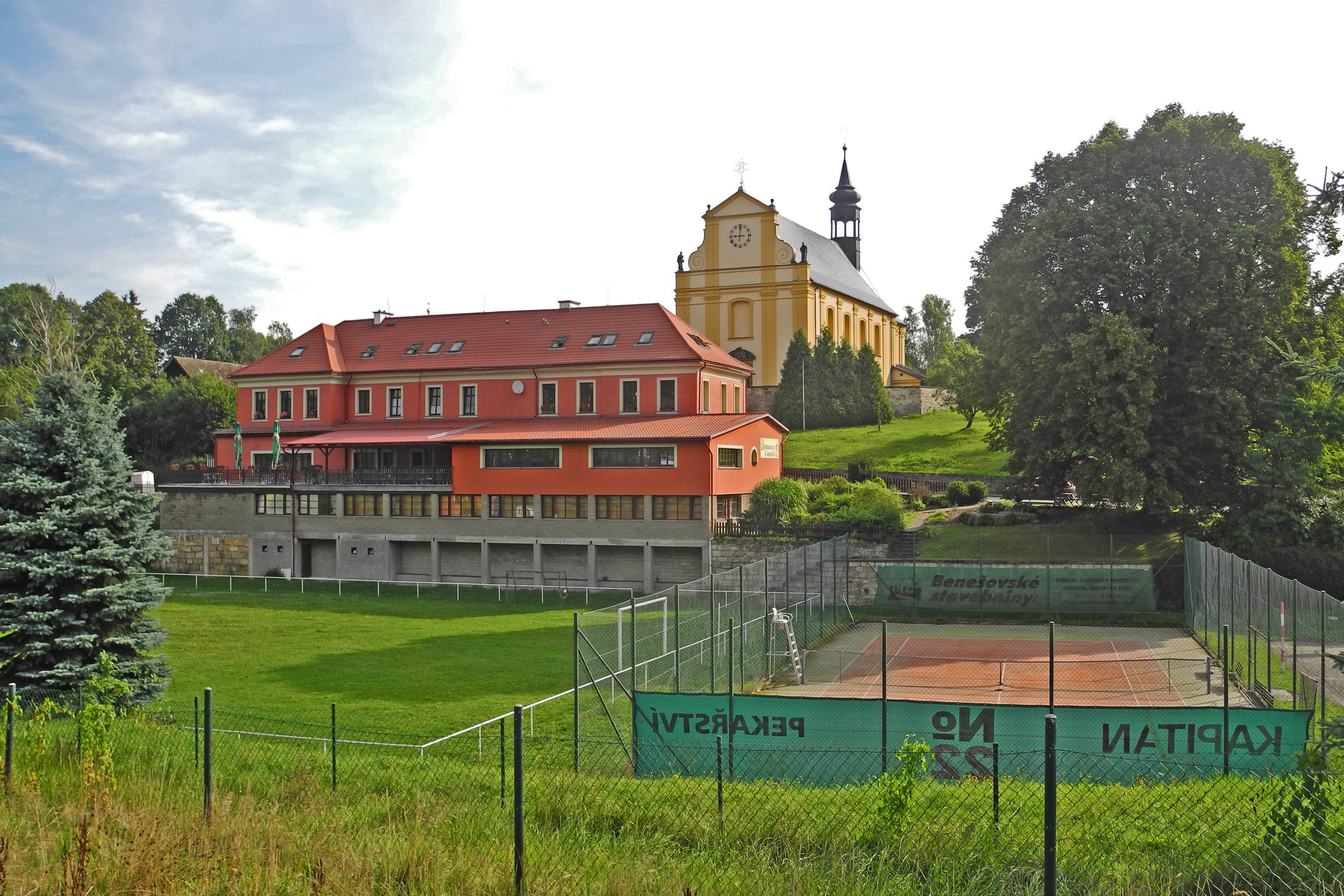
Gemeindeamt in Růžová

Die Gemeinde Růžová besteht aus den Ortsteilen Kamenická Stráň (Kamnitzleiten) und Růžová (Rosendorf), die zugleich auch Katastralbezirke bilden. Zu Růžová gehört außerdem die Einschicht Nový Svět (Neuwelt). Auf dem Gemeindegebiet liegen die Wüstungen Nová Ves (Neudörfel) und Dolský Mlýn (Grundmühle).

### Nachbarorte
| Labská Stráň (Elbleiten) | Hřensko (Herrnskretschen), Janov (Jonsdorf) |                                    |
| Arnoltice (Arnsdorf)     | Kompassrose, die auf Nachbargemeinden zeigt | Jetřichovice (Dittersbach)         |
| Bynovec (Binsdorf)       |                                             | Srbská Kamenice (Windisch Kamnitz) |

Direkte Nachbarorte sind Hájenky und Mezná im Norden, Mezní Louka im Nordosten, Kamenická Stráň im Osten, Srbská Kamenice im Südosten, Nová Oleška und Huntířov im Süden, Nový Svět, Kámen und Bynovec im Südwesten, Arnoltice im Westen sowie Janov im Nordwesten.

## Geschichte
Das zweireihige Waldhufendorf wurde wahrscheinlich zum Ende des 12. Jahrhunderts an der von Budissin nach Tetschen führenden Böhmerstraße durch die Herren von Michelsberg auf Scharfenstein gegründet. Die erste schriftliche Erwähnung der Pfarre Rosndorf erfolgte 1352 in päpstlichen Zehntregistern. 1407 erwarben die Berken von Dubá die Herrschaft und 1450 folgte Johann von Wartenberg. Nikolaus III. Trčka von Lípa, der die ganzen Ländereien der Wartenberger 1511 für 60.000 Schock Groschen gekauft hatte, veräußerte sie bereits 1515 zu einem um 10.000 Schock höheren Preis an Hans von Salhausen auf Wehlen. 1522 teilte Hans den Besitz mit seinen Brüdern Friedrich und Wolf von Salhausen. Rosendorf und seine Umgebung erhielt Friedrich, der sich in Bensen ein neues Schloss errichten ließ. Wolf von Salhausen erhielt seinen Anteil ausgezahlt. Der durch den Schlossbau in finanzielle Nöte geratene Friedrich von Salhausen verpfändete seine Herrschaft 1545 an seine Brüder Hans und Niklas, denen er 2600 Schock schuldete. Nach Friedrichs Tod wurde 1562 das Erbe von seinen Söhnen Hans und Friedrich geteilt. Rosendorf gehörte zum Erbteil Hans von Salhausens. 1562 erhielt Rosendorf den ersten evangelischen Pfarrer.
1575 brach unter den Herren von Salhausen ein Erbstreit aus, der bis 1583 andauerte. Ab 1594 wechselten sich die Herren von Hagen, Salhausen und Starschedel als Besitzer ab. 1612 kaufte Johann von Wartenberg auf Kamnitz die Herrschaft, der zwei Jahre später seine gesamten Besitzungen an Radslav Kinsky veräußerte. Ihm folgte ab 1619 sein Neffe Wilhelm Kinsky. 1635 erbte dessen Neffe Johann Octavian Kinsky Kamnitz. Bensen mit Rosendorf und Binsdorf erhielt dagegen der kaiserliche Feldmarschall Johann von Aldringen geschenkt. Seine Erben teilten 1644 den Besitz, dabei fiel Bensen samt Zubehör seiner Schwester Anna Maria, verheiratete Clary zu. 1647 wurde Rosendorf im Zuge der Rekatholisierung als Filiale an die Pfarre Mariä Himmelfahrt in Arnsdorf angeschlossen. 1653 erfolgte eine Teilung der Bensener Herrschaft unter der Familie Clary-Aldringen, wobei die vier Herrschaften Bensen, Binsdorf, Rosendorf und Hohenleipa entstanden. Rosendorf fiel dabei Marie Elisabeth Clary-Aldringen zu. Die berní rula von 1654 weist für Rosendorf 45 Anwesen aus. 1683 schloss Karl Clary-Aldringen die Herrschaft Rosendorf an Binsdorf an. Zwischen 1710 und 1712 ließ Franz Carl Clary-Aldringen die alte Kirche abtragen und durch einen barocken Neubau ersetzen. 1713 bestand Rosendorf aus 76 Häusern. Im Jahre 1786 wurde in Rosendorf wieder eine Pfarre eingerichtet, zu deren Sprengel auch Stimmersdorf, Rainwiese, Kamnitzleiten sowie die Einschichten Grundmühle und Edmundsklamm gehörten. Am Nordhang des Hutberges entstand 1786 die Ansiedlung Neudörfel. 1789 folgten 20 Familien aus Rosendorf dem Ruf des Czaslauer Kreishauptmanns Karl von Libin und gründeten in den Saarer Bergen auf den Fluren des Klosterhofes Karlshof die Familiantensiedlung Libinsdorf. 1833 lebten in den 216 Häusern von Rosendorf 1386 Menschen. Die 23 Häuser von Neudörfel wurden von 151 Personen bewohnt. Im 19. Jahrhundert entstand am südwestlichen Fuße des Petersberges die Ansiedlung Auf der Neuen Welt.
Nach der Aufhebung der Patrimonialherrschaften bildete Rosendorf ab 1850 mit den Ortsteilen Neuwelt, Neudörfel, Kamnitzleiten und Grundmühle eine politische Gemeinde in der Bezirkshauptmannschaft Tetschen/Děčín. Unter Edmund Moritz Fürst von Clary und Aldringen, der die Herrschaft Binsdorf 1831 geerbt hatte, begann die touristische Erschließung der Böhmischen Schweiz, insbesondere des Prebischtores und der Kamnitzklammen. 1860 hatte Rosendorf 1657 Einwohner, danach erfolgte durch Abwanderung in Fabrikstandorte ein Bevölkerungsrückgang.
Am Gutsimsberg wurde 1862 am früheren Standort des Galgens ein evangelischer Friedhof angelegt. Zwei Jahre später entstand die im neoromanischen Stil erbaute evangelische Kirche, sie wurde 1875 zur Pfarrkirche erhoben.
Ab 1876 bildete Kamnitzleiten mit der Grundmühle eine eigene politische Gemeinde. 1881 ließ Edmund von Clary und Aldringen auf dem Rosenberg einen Aussichtsturm errichten und am 4. Mai 1890 eröffnete auf dem Berg ein Gasthaus. 1896 wurde an die evangelische Kirche eine theologische Schule angebaut. Zwischen 1920 und 1923 gingen die Güter der Fürsten Clary und Aldringen schrittweise an den Staat über. Die Gemeinde Rosendorf hatte im Jahre 1930 1335 Einwohner. Die theologische Schule stellte 1937 den Unterricht ein. Nach dem Münchner Abkommen wurde Rosendorf 1938 dem Deutschen Reich zugeschlagen und gehörte bis 1945 zum Landkreis Tetschen, ab 1943 Tetschen-Bodenbach. 1939 lebten in der Gemeinde 1245 Menschen. Nach dem Ende des Zweiten Weltkrieges kam Rosendorf zur Tschechoslowakei zurück. Die deutschen Bewohner wurden bis 1946 vertrieben und der Ort 1947 in Růžová umbenannt.
Die evangelische Kirche ging an die Tschechoslowakische Hussitische Kirche über. 1947 wurde das aus 46 Häusern bestehende Dorf Kamenická Stráň einschließlich der drei Häuser in Dolský Mlýn eingemeindet. Die Ansiedlungen Dolský Mlýn und Nová Ves erloschen in der zweiten Hälfte des 20. Jahrhunderts. 1960 erfolgte die Eingemeindung von Janov. In den 1960er Jahren wurde die evangelische Kirche zum Kino und die Kirchenschule zum Wohnhaus umgebaut. 1980 wurde Růžová nach Arnoltice eingemeindet. Am 1. August 1988 brannte die katholische Kirche aus. Seit 1990 besteht die Gemeinde Růžová wieder. Zwischen 1990 und 2000 erfolgte eine Rekonstruktion der Kirche St. Peter und Paul.

## Kultur und Sehenswürdigkeiten

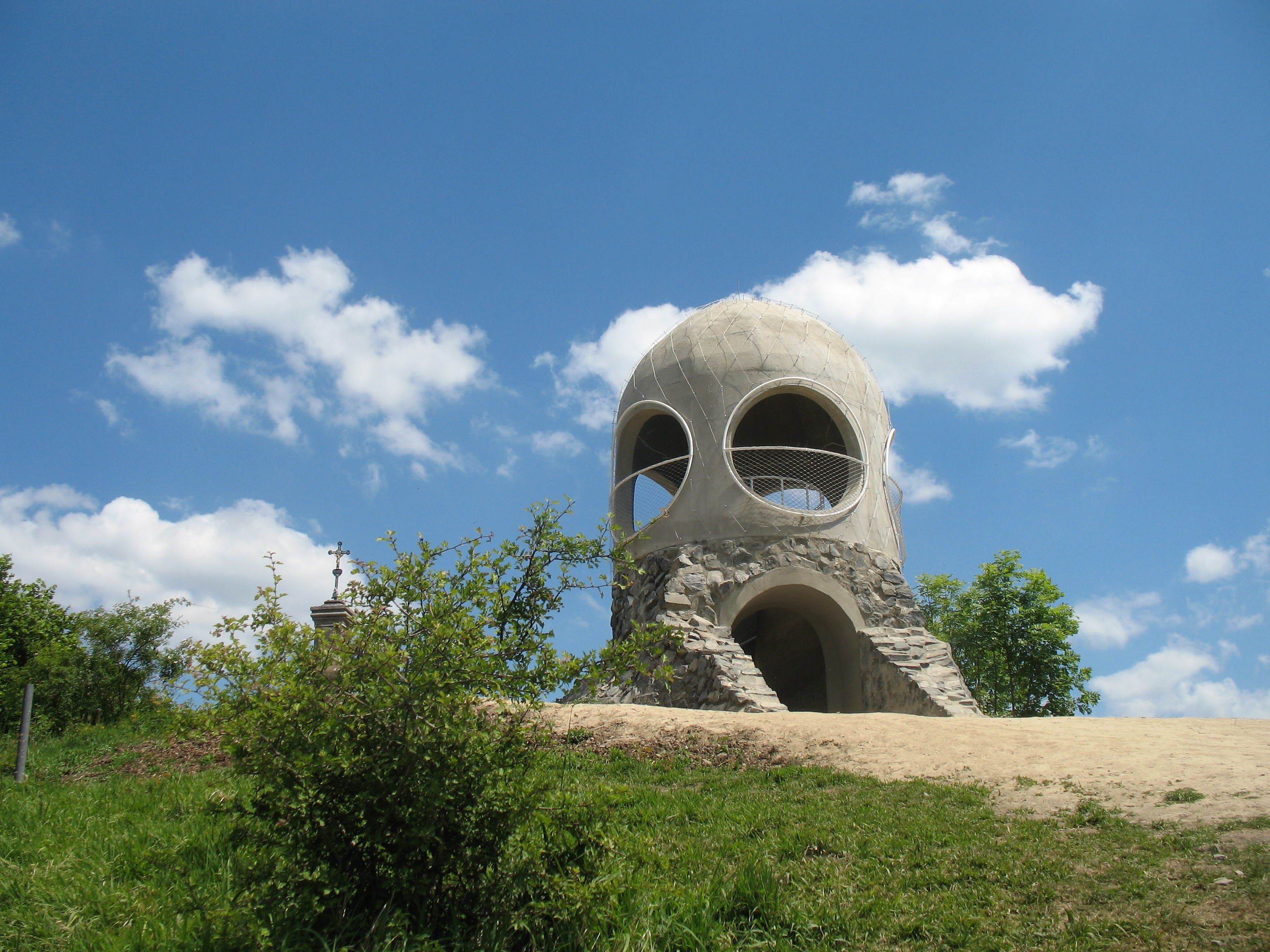
Der Aussichtsturm Růženka

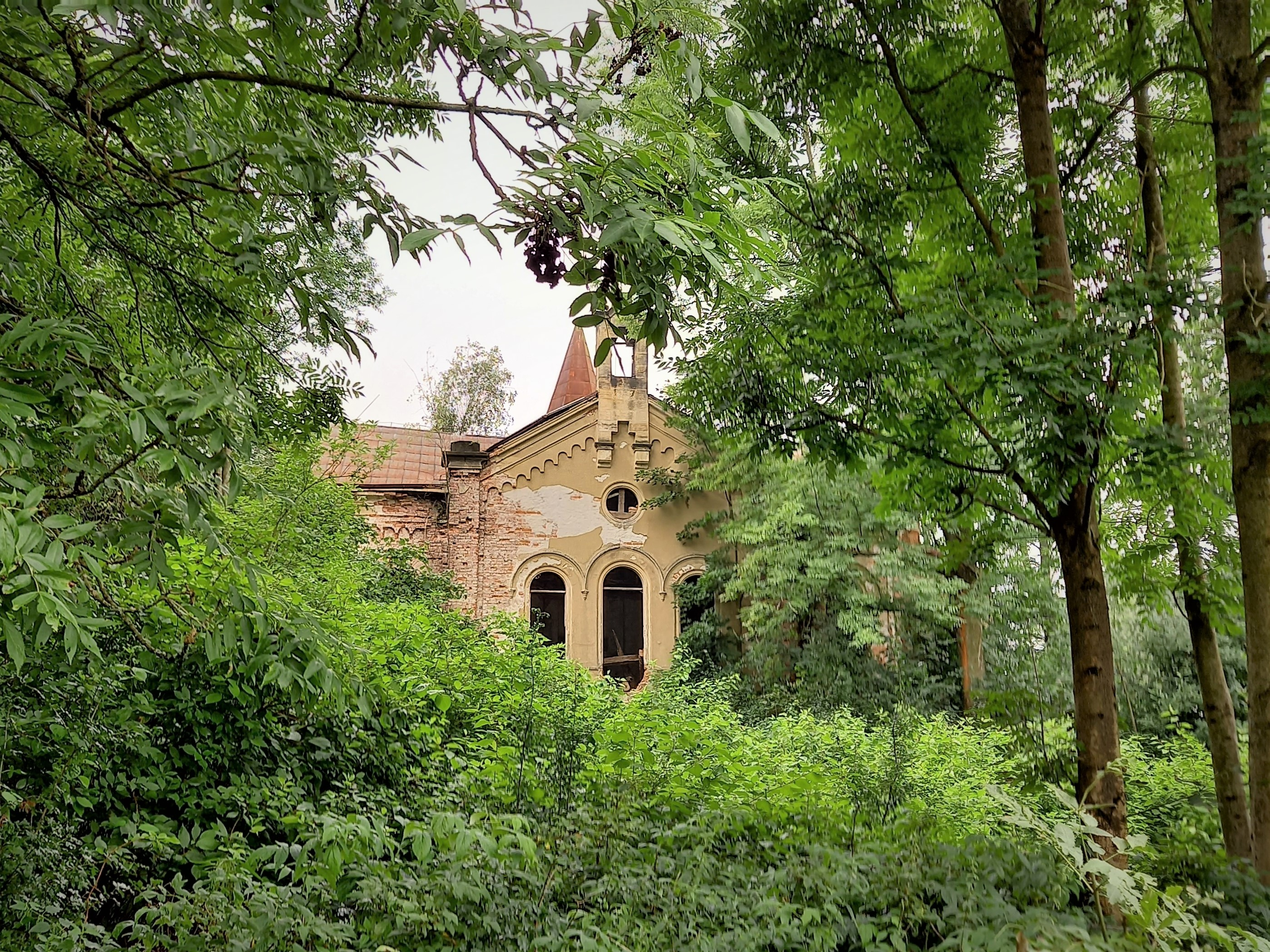
Evangelische Kirche

- Katholische Kirche St. Peter und Paul, errichtet 1710–1712 von Christian Lagler, im Innern befanden sich 10 große Gemälde, die z. T. von Peter Johann Brandl geschaffen wurden. Nach dem Brand von 1988 wurde sie in den 1990er Jahren wiederaufgebaut und 2000 wieder geweiht
- Holländerwindmühle am Petřín, errichtet 1878, südlich des Dorfes
- Umgebindehäuser und böhmische Blockhäuser
- Aussichtsturm Růženka auf dem Hutberg
- Tal der Kamnitz mit Kamnitzklamm
- Basaltkegel des Růžovský vrch
- Ruine der Dolský Mlýn (Grundmühle) mit Wehranlage im Kamnitztal

## Persönlichkeiten

### Söhne und Töchter der Gemeinde
- Franz Xaver Kleinpeter (1787–1870), Direktor der Witkowitzer Eisenwerke und Mitglied der Frankfurter Nationalversammlung
- Josef Bendel (1846–1915), österreichischer Volkskundler und Dramatiker
- Franz Beutel (1867–1933), tschechoslowakischer Sozialpolitiker und Parlamentsabgeordneter

### Sonstige Personen, die mit der Gemeinde verbunden waren
- Conrad August Beck (1835–1908), Bischof der Brüderunität
- Walter Buhe (1882–1958), deutscher Maler und Graphiker